# Dominique Bilde
Dominique Bilde (* 1. August 1953 in Nancy) ist eine französische Politikerin des Rassemblement National (RN). Seit 2017 ist sie Mitglied des Europäischen Parlaments.

## Leben
Bilde ist seit 2009 Sekretärin der rechtsextremen Front National (2018 umbenannt in Rassemblement National) im Département Meurthe-et-Moselle. Bei der Regionalwahl 2010 wurde sie in den Regionalrat von Lothringen gewählt, dem sie bis zur Auflösung der Region Ende 2015 angehörte. Von 2016 bis 2021 war sie Regionalrätin der neuen Region Grand Est (Fusion von Lothringen, Elsass und Champagne-Ardenne).
Bei der Europawahl 2014 wurde sie als Vertreterin des Wahlkreises Ostfrankreich in das Europäische Parlament gewählt. Dort war sie zunächst fraktionslos, ab 2015 Mitglied der rechtsextremen Fraktion Europa der Nationen und der Freiheit. Sie war von 2014 bis 2019 Mitglied im Ausschuss für Kultur und Bildung sowie Delegierte für die Beziehungen zu Bosnien und Herzegowina und dem Kosovo. Das Gericht der Europäischen Union verurteilte sie im November 2017 zur Rückzahlung von 40.000 Euro an das Europäische Parlament, die für einen parlamentarischen Mitarbeiter gezahlt worden waren, dessen tatsächliche Tätigkeit jedoch nicht nachweisbar war. Im März 2019 hob das EU-Parlament Bildes Immunität auf, um der französischen Staatsanwaltschaft eine Anklage wegen des Verdachts der Untreue, der Hehlerei veruntreuter Mittel, des bandenmäßigen Betrugs, der Fälschung und Verwendung gefälschter Urkunden sowie der Schwarzarbeit zu erlauben.
Seit ihrer Wiederwahl als EU-Abgeordnete im Mai 2019 gehört sie der Fraktion Identität und Demokratie im Europäischen Parlament an. Sie ist Mitglied im Entwicklungsausschuss sowie Delegierte für den Parlamentarischen Stabilitäts- und Assoziationsausschuss EU-Montenegro und in der Paritätischen Parlamentarischen Versammlung AKP-EU.
Ihr Sohn Bruno Bilde ist ebenfalls Politiker der FN/RN und seit 2017 Abgeordneter in der französischen Nationalversammlung.